# Christiane Geerts
Pour les articles homonymes, voir Geerts.
Christiane Geerts est une cycliste belge.

## Palmarès sur route
- 1964
  -  Championne de Belgique sur route juniors
- 1967
  -  Championne de Belgique sur route
- 1968
  - Heemskerk
  - Raamsdonksveer
- 1969
  - Goes
  - Ulvenhout
- 1970
  - Sint Maartensdijk
  - 3e du championnat de Belgique sur route
- 1971
  - Axel
  - Ulvenhout
  - 3e du championnat de Belgique sur route